# Monica Stefania Baldi
Monica Stefania Baldi (ur. 26 kwietnia 1959 w miejscowości Pistoia) – włoska polityk i architekt, posłanka do Parlamentu Europejskiego IV kadencji, parlamentarzystka krajowa.

## Życiorys
Z zawodu architekt i urbanista, pracowała jako freelancer, zrzeszona w organizacji architektów we Florencji. Prowadziła także zajęcia na kursach zawodowych. W pierwszej połowie lat 80. była radną dzielnicową swojej rodzinnej miejscowości. Wchodziła w skład regionalnej rady ds. środowiska w Toskanii oraz toskańskiej regionalnej rady kobiet.
W latach 1994–1999 z listy Forza Italia sprawowała mandat eurodeputowanej. Była m.in. wiceprzewodniczącą Komisji ds. Kultury, Młodzieży, Edukacji i Środków Masowego Przekazu. Od 2001 do 2006 zasiadała natomiast w Izbie Deputowanych XIV kadencji.
Odznaczona Krzyżem Wielkiego Oficera Orderu Zasługi Republiki Włoskiej. Została prezesem stowarzyszenia kulturalnego Associazione Culturale Pinocchio di Carlo Lorenzini.